# La Femme déshonorée
Pour plus de détails, voir Fiche technique et Distribution.
La Femme déshonorée (titre original : Dishonored Lady) est un film américain réalisé par Robert Stevenson, sorti en 1947.

## Synopsis
Madeleine Damien est la rédactrice en chef d'un magazine de mode de Manhattan. Les hommes sont attirés par elle, notamment son patron Victor Kranis, le richissime Felix Courtland et un ancien assistant, Jack Garet, qui travaille maintenant pour Courtland et la fait chanter sur des événements de son passé. Madeleine fait une tentative de suicide et se dirige vers une dépression. Elle s'écrase avec sa voiture près de la maison du Dr Richard Caleb, un psychiatre, qui la découvre inconsciente et la soigne. Grâce à ses soins professionnels, elle se rend compte qu'elle se fuit elle-même, tout comme son père, artiste populaire qui s'est suicidé, l'a peut-être fait. Alors qu'elle est mise à mal par les exigences de son travail, elle décide soudainement de quitter son emploi et de disparaître de la scène de la mode. 
Sous un autre nom, elle emménage dans un petit appartement sans ascenseur où elle retourne à son premier amour, la peinture. En attrapant une souris de laboratoire, elle rencontre et impressionne son voisin du dessous, David Cousins, un beau chercheur en médecine, qui a justement besoin de quelqu'un pour dessiner les cellules qu'il étudie au microscope. Ils travaillent ensemble intensément, ce qui aboutit à un excellent article que David est invité à présenter lors d'une conférence. Avant de partir, David propose à Madeleine de l'épouser et elle en a manifestement envie, si ce n'est qu'elle se sent trop mal à l'aise pour dire oui. Elle ne lui a jamais parlé à de sa vie amoureuse quelque peu mouvementée.
Entre-temps, les allées et venues de Madeleine ne sont plus un secret pour ses anciens collègues et Felix Courtland réussit même à obtenir la clé de son appartement et l'y surprend mais elle lui montre la porte. Puis, alors que David est absent, un collègue du magazine Boulevard la contacte, apparemment pour un conseil technique mais Madeleine ne veut rien avoir à faire avec le magazine. Elle accepte néanmoins de rencontrer son collègue dans un de leurs anciens repaires, où tout le monde la connaît encore et où son ancien patron et son ancienne assistante la rencontrent également. Comme à l'accoutumée, elle boit trop et faute de taxi, elle accepte de monter dans la voiture avec le chauffeur de Courtland qui l'a conduit au manoir de ce dernier. 
Là-bas, Courtland l'embrasse mais il est interrompu par Jack Garet qui lui rend visite. Il se trouve que Garet a volé une pierre précieuse dans le coffre-fort de Courtland et chercher à le dissuader d'aller voir la police. Courtland le congédie séchement, ce qui réveille Madeleine se réveile et s'éclipse de chez lui sous la pluie. Garet revient à nouveau mais cette foit tue Courtland à l'aide d'un briquet de table. Le lendemain, David rentre tôt chez lui après une conférence réussie qui a même fait la une des journaux. Mais le même numéro contient la nouvelle sensationnelle du meurtre de Courtland. Madeleine voit cette nouvelle, et réalise qu'elle a des ennuis. 
Peu après, la police vient l'arrêter et il s'avère que Madeleine a vécu sous un faux nom. David est complètement bouleversé par ce qu'il apprend pour la première fois sur le passé de Madeleine. Sous le choc, il refuse d'épouser cette inconnue qui est accusée du meurtre. Plus tard, pendant le procès, elle est catatonique, se désintéresse complètement de la procédure et refuse de laisser son avocat la défendre, jusqu'à ce qu'on demande à David, en tant que témoin, s'il l'aime toujours. Elle devient alors un témoin coopérant. Lors de l'enquête, on découvre que le coffre-fort de Courtland avait été ouvert et la pierre volée .Ayant des soupçons sur Garet, David le confronte et une bagarre éclate entre les deux. Garet est arrêté et avoue tout, ce qui inocente Madeleine. 
Madeleine laisse à David une lettre expliquant qu'elle ne peut pas l'épouser tant qu'elle n'est pas sûre de pouvoir être la personne qu'il pensait qu'elle était. David apprend qu'elle est partie à l'aéroport, où Madeleine attend l'avion avec le docteur Caleb qui lui dit qu'elle fait une erreur en partant. David arrive juste à temps pour attraper Madeleine sur le tarmac et il se prennent dans les bras l'un de l'autre.

## Fiche technique
- Titre : La Femme déshonorée
- Titre original : Dishonored Lady
- Réalisation : Robert Stevenson
- Production : Jack Chertok, Hunt Stromberg (producteur exécutif)
- Studio de production : Hunt Stromberg Productions/Mars Film Corporation
- Distribution : United Artists
- Scénario : Edmund H. North, André de Toth (non crédité) et Ben Hecht (non crédité) d'après une pièce de Edward Sheldon et Margaret Ayer Barnes
- Musique : Carmen Dragon
- Photographie : Lucien Andriot
- Montage : John M. Foley et James E. Newcom
- Direction artistique : Nicolai Remisoff
- Costumes : Eloise Jensson
- Pays de production :  États-Unis
- Langue : anglais
- Format : noir et blanc – 35 mm – 1,37:1 – mono (Western Electric Recording)
- Genre : film policier, drame
- Durée : 85 minutes
- Dates de sortie : 
  - États-Unis : 16 mai 1947

## Distribution
- Hedy Lamarr : Madeleine Damien
- Dennis O'Keefe : Dr. David Cousins
- John Loder : Felix Courtland
- William Lundigan : Jack Garet
- Morris Carnovsky : Dr. Richard Caleb
- Natalie Schafer : Ethel Royce
- Paul Cavanagh : Victor Kranish
- Douglas Dumbrille : Avocat de la défense
- Margaret Hamilton : Mme Geiger
- Nicholas Joy : Mitchell, avocat de la défense
- Gino Corrado (non crédité) : Carl